# Natitingou
Natitingou ist die Hauptstadt des Departments Atakora in Benin. Sie hat ca. 35.000 Einwohner und liegt im Nordwesten Benins am Fuße der Atakora-Kette.
Natitingou hat einen großen zentralen Markt, ein Museum, zwei Krankenhäuser, ein Kino sowie einen Flugplatz. Bekannt sind die Tata-Somba genannten Wohnburgen in der Region. Östlich der Stadt liegt der Kota-Wasserfall, südlich der botanische Garten von Papatia. Durch die Stadt verläuft die Fernstraße RNIE3, die nach Norden bis an die Grenze zu Burkina Faso führt.
Die Stadt ist Sitz des römisch-katholischen Bistums Natitingou.

## Städtepartnerschaften
Die Städte Huy in Wallonien (Belgien) und Rillieux-la-Pape im Département Rhône (Frankreich) sind Partnerstädte von Natitingou.

## Persönlichkeiten
- Iropa Maurice Kouandété (1932–2003), Politiker und zwischenzeitliches Staatsoberhaupt
- Tempa Ndah (* 1973), Fußballschiedsrichterassistentin
- Noélie Yarigo (* 1985), Leichtathletin
- Romeo N’tia (* 1995), Leichtathlet